# Уїздський Потік (річка)
Уїздський Потік — річка в Івано-Франківському районі Івано-Франківської області, права притока Нараївки (басейн Дністра).

## Опис
Довжина річки становить 18 км., похил річки - 5,7 м/км.  Площа басейну - 76,4 км².

## Розташування
Річка бере початок із джерела на східному схилі пагорба висотою понад 350 м, що знаходиться західніше села Уїзд Рогатинської міської громади. Висота витоку - 329 м. Уїздський Потік прямує переважно на південний схід, протікає в околицях села Більшівці та впадає у річку Нараївка, ліву притоку Гнилої Липи.
Населені пункти через які протікає річка: Уїзд, Сарники, Діброва, Поділля, Жалибори, Кінашів. 